# کبرکند
کبرکند (به ترکی آذربایجانی: Köbərkənd) یک منطقهٔ مسکونی در جمهوری آذربایجان است که در شهرستان بردع واقع شده‌است. کبرکند ۵۷۰ نفر جمعیت دارد.